# Wade Williams
Wade Andrew Williams (n. 24 decembrie 1961) este un actor american, cunoscut in special pentru rolul lui Brad Bellick în serialul de televiziune Prison Break.

## Filmografie
| Ab          | Titlu               | Rol                          | Alte informații                                               |
| ----------- | ------------------- | ---------------------------- | ------------------------------------------------------------- |
| 2006        | Flicka              | Wade                         | Flicka pe IMDb                                                |
| 2005 - 2009 | Prison Break        | Căpitanul Brad Bellick       | Serial TV                                                     |
| 2005        | The Bernie Mac Show | Părintele Cronin             | Personaj episodic                                             |
| 2005        | Kojak               | Niko Manos                   | Episodul - "All Bets Off: Part 2"                             |
| 2004        | Collateral          | Agent Federal #2             | Collateral pe IMDb                                            |
| 2004        | Las Vegas           | Richard Allen Wesley         | Episodul - "Nevada State"                                     |
| 2003        | CSI: Miami          | Jack Hawkins                 | Episodul - "Extreme"                                          |
| 2002        | Ken Park            | Tatăl lui Claude             | Ken Park pe IMDb                                              |
| 2002        | 24                  | Robert Ellis                 | Episoadele: - "2:00 p.m. - 3:00 p.m" - "3:00 p.m. - 4:00 p.m" |
| 2001        | Ali                 | Locotenentul Jerome Claridge | Ali pe IMDb                                                   |
| 2001        | Enterprise          | Garos                        | Episodul - "Civilization"                                     |
| 2001        | The X-Files         | Ray Pearce                   | Episodul - "Salvage"                                          |